# 万氏兄弟

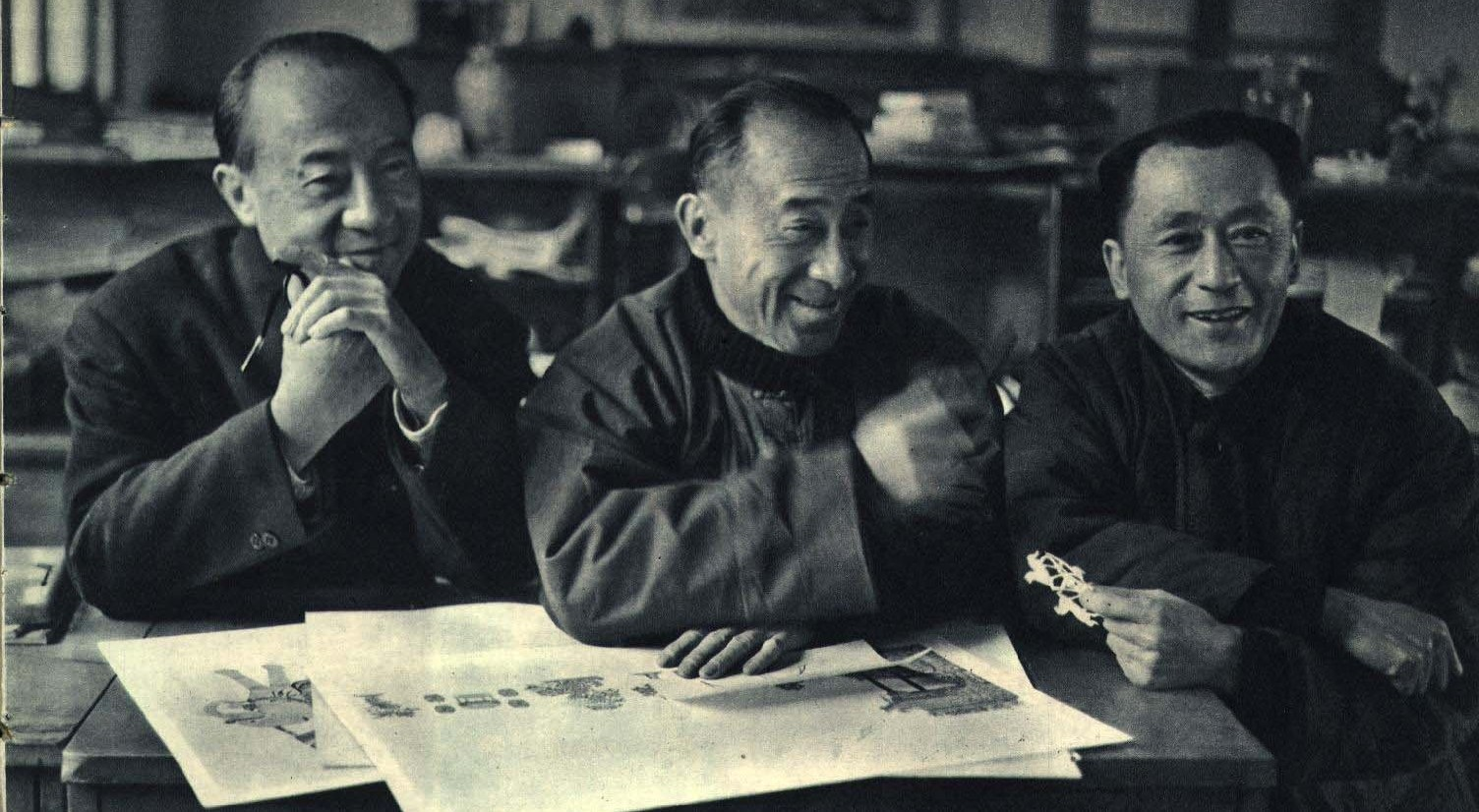
1962年 万氏兄弟：万古蟾、万籁鸣、万超尘

万氏兄弟是指中国动画的创始人万籁鸣（1900年1月18日－1997年10月7日）、万古蟾（1900年1月18日－1995年11月19日）、万超尘（1906年10月－1992年10月）、万涤寰四人。

## 介绍
他们原名万嘉综、万嘉淇、万嘉结和万嘉坤，万籁鸣、万古蟾、万超尘、万涤寰是他们创作美术片时的署名。
万氏兄弟出生於中国江苏省南京市，中國動畫片的創始人之一。父亲是个做绸缎的生意人，略懂美术，母亲心灵手巧，会绣花剪纸。兄弟四人自幼喜欢美术，在父母的支持下自学绘画。1919年，18岁的万籁鸣考入上海商务印书馆美术部；万古蟾1921年毕业于上海美术专科学校西画科，后在該校、上海大学、南京美术专科学校任教；万超尘1922年肄业于南京美术专科学校，1924年肄业于上海东方艺术专科学校装饰系。后来这三个兄弟也考入商务印书馆影戏部工作，一起投入中国动画片的实验和创作。
1924年，万氏兄弟应梅雪俦之邀加入長城公司，1926年第一部中國自制的人畫合演的《大闹画室》诞生。1927年他们又绘制了《一封书信寄回来》《纸人抖乱记》。1928年这两部动画片在上海上映后，引起人们很大的兴趣，万氏兄弟开始受到制片商的青睐。1930年代，他们为联华公司绘制了《国人速醒》（1932年）、《狗侦探》（1931年）、《血钱》（1932年）、《龟兔竟走》（1932年）、《蝗虫与蚂蚁》、《精诚团结》等短片。1933年转入明星影片公司卡通部后，绘制了《卡通集锦》（共80分钟6集，分别是：《神秘小侦探》《航空救国》《国货年》《民族痛史》《漏洞》）、《骆驼献舞》（1935年）、《飞来福》（1935年）、《抵抗》（1935年）等片。其中绘制于1935年的《骆驼献舞》是为蒋介石50大寿制作的，是中国第一部有声动画片。这一时期他们受左翼电影的影响，创作题材广泛。除了绘制动画片短篇，他们还在故事片中穿插动画。如明垦公司的《火烧红莲寺》（1928年），明星公司的《香革美人》，电通公司的《都市风光》，文化影片公司的《父母子女》等片中，都插有他们绘制的动画镜头。
1938年，老四万涤寰留在上海改营照相业务外，其余三人去到武汉和重庆，这一时期，他们先后为中国电影制片厂绘制了四集《抗战标语卡通》和七集《抗战歌辑》。1940年后，国民政府禁止拍摄具有抗日内容的故事片，万籁鸣和万古蟾返回上海，到新华影业公司卡通部工作。1937年，美国卡通片《白雪公主》在上海放映，观众上座历久不衰。万籁鸣和万古蟾兄弟二人经过考虑，决定绘制动画长片《铁扇公主》，这是亚洲第一部动画长片，标志着当时中国的动画艺术已经接近世界先进水平。1941年该片完成，以中国联合影业公司名义发行上映，受到人们的喜爱，并在亚洲引起巨大反响。日本动画大师手冢治虫曾说他正是看了这部动画片后放弃学医，决定从事动画创作。
中华人民共和国成立后，万氏兄弟中的万籁鸣、万古蟾、万超尘都进了上海美术电影制片厂，继续动画片的创作。1960年至1964年，三兄弟一起参与了《大闹天宫》的创作。该片1961年上映上集，1964年完成下集，期间因发生文化大革命，至1978年才得以上映，同年获伦敦国际电影节（BFI London Film Festival）杰出影片奖，为中国动画史留下了辉煌的一笔。